# Pavonia velvetiana
Pavonia velvetiana är en malvaväxtart som beskrevs av Antonio Krapovickas. Pavonia velvetiana ingår i släktet påfågelsmalvor, och familjen malvaväxter. Inga underarter finns listade i Catalogue of Life.